# Estreito de Hōyo

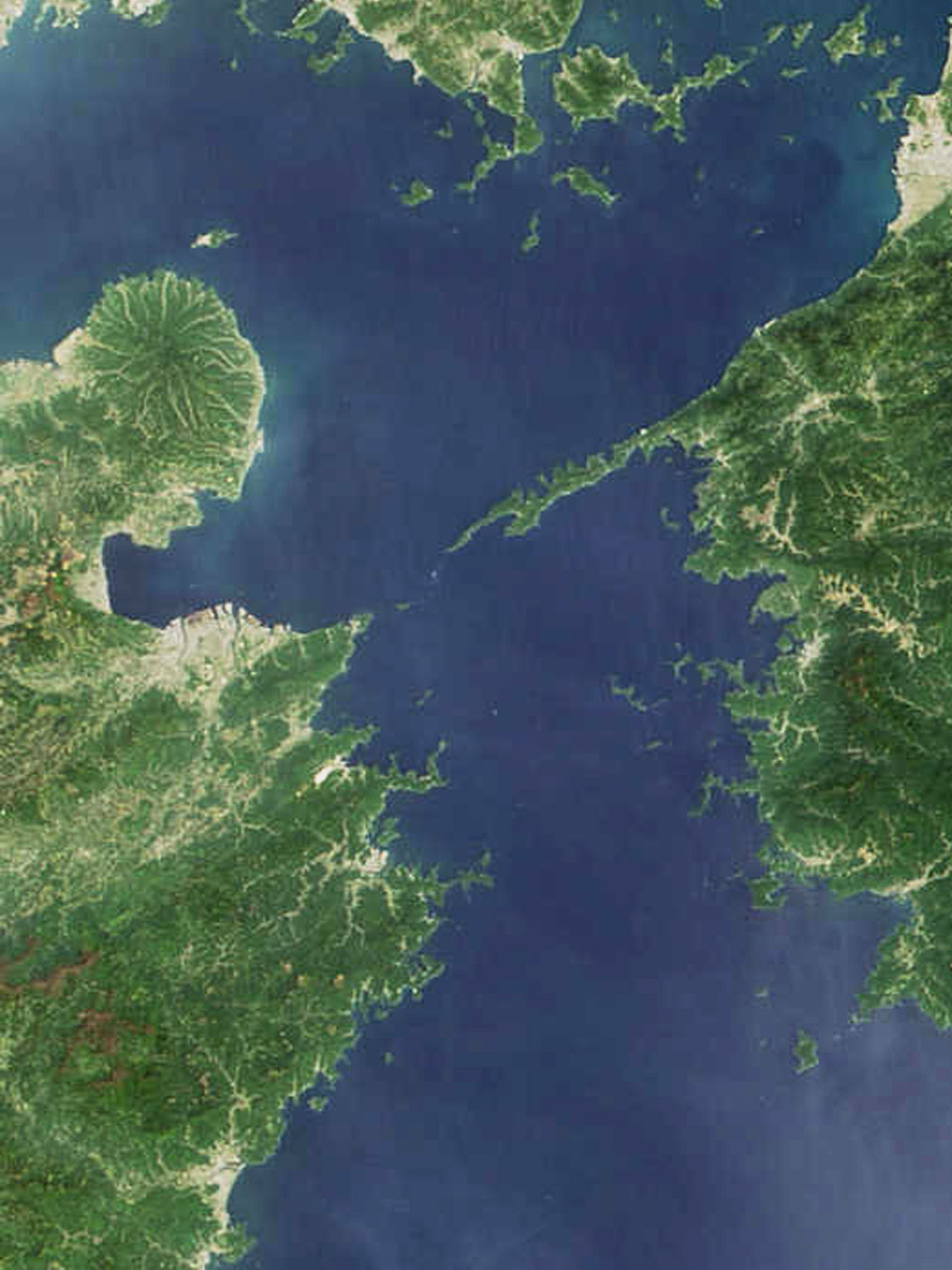
Estreito de Hōyo entre a península Sadamisaki na prefeitura de Ehime (à direita), ponto mais ocidental de Shikoku, e o cabo Sekizaki na prefeitura de Ōita (à esquerda)

O estreito de Hōyo (豊予海峡, Hōyo Kaikyō) é o estreito situado na parte mais estreita do canal de Bungo, entre as ilhas Shikoku e Kyushu, no Japão.
Separa a península Sadamisaki na prefeitura de Ehime (ponto mais ocidental de Shikoku), e o cabo Sekizaki na prefeitura de Ōita, em Kyushu.